# آبشار لور لیدل
آبشار لور لیدل (به انگلیسی: Lower Little Falls) آبشاری است که در همیلتون (انتاریو)، کانادا واقع شده و ارتفاع کلی ریزشگاه آن ۸٫۲ متر (۲۷ فوت) است.